# Dobrodole
Dobrodole este un sat din comuna Petnjica, Muntenegru. Conform datelor de la recensământul din 2003, localitatea are 134 de locuitori (la recensământul din 1991 erau 236 de locuitori).

## Demografie
În satul Dobrodole locuiesc 91 de persoane adulte, iar vârsta medie a populației este de 34,2 de ani (33,1 la bărbați și 35,5 la femei). În localitate sunt 30 de gospodării, iar numărul mediu de membri în gospodărie este de 4,47.
|  |

| Demografie | Demografie | Demografie |
| An         | Locuitori  | Locuitori  |
| ---------- | ---------- | ---------- |
|            |            |            |
|            |            |            |
|            |            |            |
|            |            |            |
| 1948       | 370        |            |
| 1953       | 405        |            |
| 1961       | 362        |            |
| 1971       | 410        |            |
| 1981       | 380        |            |
| 1991       | 236        | 232        |
| 2003       | 272        | 134        |

| \| Componența etnică conform recensământului din 2003[2] \| Componența etnică conform recensământului din 2003[2] \| Componența etnică conform recensământului din 2003[2] \| Componența etnică conform recensământului din 2003[2] \| Componența etnică conform recensământului din 2003[2] \| \| ----------------------------------------------------- \| ----------------------------------------------------- \| ----------------------------------------------------- \| ----------------------------------------------------- \| ----------------------------------------------------- \| \| \| \| \| \| \| \| Bosniaci \| Bosniaci \| \| 109 \| 81,34% \| \| Musulmani \| Musulmani \| \| 22 \| 16,41% \| \| necunoscută \| necunoscută \| \| 3 \| 2,23% \| |             |  |     |        |
| Componența etnică conform recensământului din 2003 |             |  |     |        |
| |             |  |     |        |
| Bosniaci | Bosniaci    |  | 109 | 81,34% |
| Musulmani | Musulmani   |  | 22  | 16,41% |
| necunoscută | necunoscută |  | 3   | 2,23%  |